# NGC 6882
NGC 6882 (ook: NGC 6885) is een open sterrenhoop in het sterrenbeeld Vosje. Het hemelobject werd op 9 september 1784 ontdekt door de Duits-Britse astronoom William Herschel. Deze sterrenhoop, gedomineerd door de ster 20 Vulpeculae, kan gemakkelijk worden opgespoord omdat 20 Vulpeculae, samen met de noordelijker gelegen ster 19 Vulpeculae en de noordwestelijker gelegen ster 18 Vulpeculae, een opvallend driehoekig asterisme vormt.

## Synoniemen
- OCL 152